# Gustaw Poluszyński
Gustaw Poluszyński (ur. 15 września 1887 we wsi Szeszory koło Stanisławowa, zm. 12 lutego 1959 we Wrocławiu) – polski biolog, zoolog i parazytolog. Syn Ferdynanda i Marii z d. Karatnickiej.

## Życiorys
Uczeń prof. Józefa Nusbaum-Hilarowicza, w 1911 ukończył studia na Uniwersytecie Lwowskim, w 1922 uzyskał tam tytuł doktora nauk, został wówczas starszym asystentem, a następnie docentem. W 1928 przedstawił na Wydziale Matematyczno-Przyrodniczym pracę habilitacyjną, a dwa lata później został powołany na profesora Akademii Medycyny Weterynaryjnej we Lwowie. W 1935 był członkiem założycielem Polskiego Towarzystwa Zoologicznego, dwa lata później objął stanowisko kierownika zakładu Zoologii z Parazytologią i Biologii Ogólnej. Po wkroczeniu do Lwowa Armii Czerwonej i przyłączeniu miasta do Ukraińskiej SRR w latach 1939–1941 był profesorem Lwowskiego Instytutu Weterynaryjnego. W okresie okupacji niemieckiej wykładał na Państwowych Zawodowych Kursach Weterynaryjnych (Staatliche Tierarztliche Fachkurse). Po wysiedleniu ze Lwowa w 1945 zamieszkał we Wrocławiu, gdzie został profesorem zwyczajnym Uniwersytetu Wrocławskiego i Wyższej Szkoły Rolniczej. Od 1951 był związany z powstałą na kanwie Katedry Zoologii i Parazytologii nową Katedrą Parazytologii i Chorób Inwazyjnych, a jego badania skupiły się na zagadnieniach związanych z parazytologią, a to doprowadziło do powstania w 1953 wrocławskiego oddziału Polskiego Towarzystwa Parazytologicznego. Od 1957 przez rok pełnił funkcję prorektora Wyższej Szkoły Rolniczej.

## Działalność naukowa
W latach 1947–1952 był prezesem Polskiego Towarzystwa Przyrodników im. Kopernika oraz członkiem Polskiego Towarzystwa Zoologicznego i członkiem rzeczywistym Wrocławskiego Towarzystwa Naukowego (do 1939 był członkiem przybranym Lwowskiego Towarzystwa Naukowego).
Prowadził badania w dziedzinie cytologii, parazytologii i genetyki, szczególnie dotyczące spermatogenezy i oogenezy. Pełnił funkcję redaktora „Acta Zoologica Poloniae”, był przewodniczącym Rady Naukowej Wrocławskiego Ogrodu Zoologicznego.
Pochowany na Cmentarzu św. Wawrzyńca we Wrocławiu.

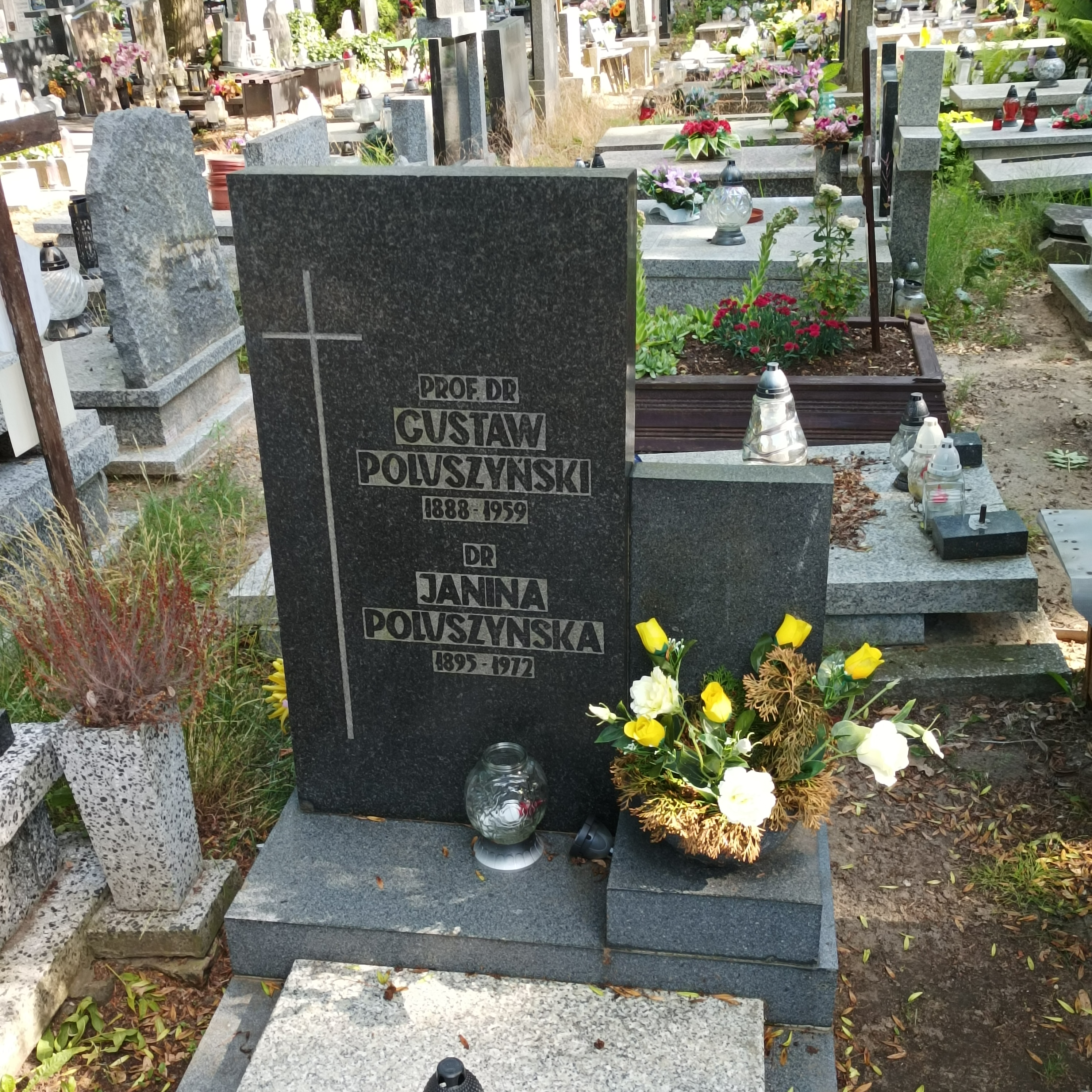
Grób prof. Gustawa Poluszyńskiego na cmentarzu św. Wawrzyńca we Wrocławiu

## Odznaczenia
- Złoty Krzyż Zasługi (1956)
- Krzyż Oficerski Orderu Odrodzenia Polski (1958).